# Actapericulum
Actapericulum is een geslacht van uitgestorven zee-egels uit de familie Faujasiidae. Vertegenwoordigers van dit geslacht zijn slechts als fossiel bekend.

## Soorten
- Pygurostoma pasionensis Cooke, 1949 †